# Hetsjakten
Hetsjakten, (engelska The Gauntlet), är en amerikansk action från 1977 i regi av Clint Eastwood som också spelar huvudrollen. Filmen hade Sverigepremiär den 20 mars 1978.

## Handling
Ben Shockley (Clint Eastwood), en polis i Phoenix som är på god väg att bli en nolla inom polisen, skickas till Las Vegas för att eskortera vittnet Gus Mally (Sondra Locke) till en rättegång i Phoenix. Snart visar det sig att Mally är en prostituerad med band till maffian och som har information om en viktig person i samhället. Shockleys misstankar bekräftas när transportbilen sprängs och när Mallys hus blir sönderskjutet. De måste nu ta sig till Phoenix med livet i behåll, och avslöja personen som vill döda dem.

## Rollista
- Clint Eastwood som Detective Ben Shockley
- Sondra Locke som Augustina "Gus" Mally
- Pat Hingle som Manyard Josephson
- William Prince som Polismästare Blakelock
- Bill McKinney som Konstapel
- Michael Cavanaugh som Feyderspiel

## Om filmen
- Från början skulle huvudrollerna innehas av Steve McQueen och Barbra Streisand men bråk mellan de båda tvingade McQueen att hoppa av. Eastwood tog över produktionen och ersatte Streisand med Locke och använde sitt eget crewteam.
- Filmen är inspelad i Phoenix, Arizona och Las Vegas, Nevada samt i öknarna i de både delstaterna.
- De poliser som skjuter på bussen i slutet av filmen är riktiga polismän från Phoenix.
- Hetsjakten är den andra av totalt sex filmer som Clint Eastwood gjorde mot sin dåvarande sambo, Sondra Locke.
- 2006 gjordes filmen 16 Blocks med Bruce Willis i huvudrollen, som delvis är en nyinspelning på Hetsjakten.